# Équipe du Japon féminine de rugby à sept
Cet article traite de l'équipe féminine. Pour l'équipe masculine, voir Équipe du Japon de rugby à sept.
L'équipe du Japon féminine de rugby à sept est l'équipe qui représente le Japon en rugby à sept féminin. Elle participe au tournoi féminin de rugby à sept aux Jeux olympiques d'été de 2016, à Rio de Janeiro.

## Histoire
Alors que s'ouvre la première édition des Women's Sevens World Series pendant la saison 2012-2013 (en), la sélection japonaise prend part à la compétition en tant qu'équipe invitée pour deux des quatre tournois,,.

## Palmarès
Jeux olympiques d'été (première édition en 2016)
- 2016 (Brésil) : 10e

Coupe du monde (première édition en 2009)
- 2009 ( Émirats arabes unis) : 13e
- 2013 (Russie) : 13e
- 2018 (États-Unis) : 10e

World Rugby Women's Sevens Series

## Dans la culture populaire
- Sakura Sevens, en route pour Rio. Manga de Shin Kudô et Yû Muraoka relatant le parcours de qualification de l’équipe féminine de rugby à 7 du Japon pour les Jeux Olympiques de Rio 2016.